# العلاقات الفلبينية الجورجية
العلاقات الفلبينية الجورجية هي العلاقات الثنائية التي تجمع بين الفلبين وجورجيا.

## مقارنة بين البلدين
هذه مقارنة عامة ومرجعية للدولتين:
| وجه المقارنة                                              | الفلبين                       | جورجيا                          |
| --------------------------------------------------------- | ----------------------------- | ------------------------------- |
| المساحة (كم2)                                             | 343.45 ألف                    | 69.70 ألف                       |
| عدد السكان (نسمة)                                         | 104.92 مليون                  | 3.72 مليون                      |
| الكثافة السكانية (ن./كم²)                                 | 305.49                        | 53.37                           |
| العاصمة                                                   | مانيلا                        | تبليسي، كوتايسي                 |
| اللغة الرسمية                                             | اللغة الفلبينية، لغة إنجليزية | اللغة الجورجية، اللغة الأبخازية |
| العملة                                                    | بيسو فلبيني                   | لاري جورجي                      |
| الناتج المحلي الإجمالي (بليون دولار)                      | 313.60 مليار                  | 15.16 مليار                     |
| الناتج المحلي الإجمالي (تعادل القوة الشرائية) بليون دولار | 743.90 مليار                  | 35.68 مليار                     |
| الناتج المحلي الإجمالي الاسمي للفرد دولار أمريكي          | 2.90 ألف                      | 3.79 ألف                        |
| الناتج المحلي الإجمالي للفرد دولار أمريكي                 | 7.39 ألف                      |                                 |
| مؤشر التنمية البشرية                                      | 0.668                         | 0.754                           |
| رمز المكالمات الدولي                                      | +63                           | +995                            |
| رمز الإنترنت                                              | .ph                           | .ge، .გე ‏                       |
| المنطقة الزمنية                                           | توقيت الفلبين                 | ت ع م+04:00                     |

## مدن متوأمة
في ما يلي قائمة باتفاقيات التوأمة بين مدن فلبينية وجورجية:
- ترتبط Cauayan, Negros Occidental [الإنجليزية]‏ مع روستاوي باتفاقية توأمة منذ 2014.
- ترتبط سانتياغو مع روستاوي باتفاقية توأمة منذ 2014.

## منظمات دولية مشتركة
يشترك البلدان في عضوية مجموعة من المنظمات الدولية، منها:
| علم المنظمة | اسم المنظمة                   | تاريخ انضمام الفلبين | تاريخ انضمام جورجيا |
| ----------- | ----------------------------- | -------------------- | ------------------- |
|             | يونسكو                        | 21 نوفمبر 1946       | 7 أكتوبر 1992       |
|             | الفريق المعني برصد الأرض      | ?                    | ?                   |
|             | مؤسسة التمويل الدولية         | 12 أغسطس 1957        | 29 يونيو 1995       |
|             | مؤسسة التنمية الدولية         | 28 أكتوبر 1960       | 31 أغسطس 1993       |
|             | منظمة التجارة العالمية        | 1995                 | 14 يونيو 2000       |
|             | الاتحاد البريدي العالمي       | ?                    | ?                   |
|             | الاتحاد الدولي للاتصالات      | 25 مايو 1912         | 7 يناير 1993        |
|             | الأمم المتحدة                 | 24 أكتوبر 1945       | 31 يوليو 1992       |
|             | البنك الدولي للإنشاء والتعمير | 27 ديسمبر 1945       | 7 أغسطس 1992        |
|             | المنظمة الهيدروغرافية الدولية | ?                    | ?                   |

## وصلات خارجية
- موقع وزارة الخارجية الفلبينية
- موقع وزارة الخارجية الجورجية